# 阿山 (伊拉哩氏)
阿山（穆麟德轉寫：Asan，大词典轉寫：Asan；？年—1714年），伊拉哩氏。滿洲鑲藍旗人。中國清朝官員，

## 經歷
自吏部筆帖式歷遷刑部主事、戶部員外郎。
康熙十八年（1679年）特授翰林院侍講，充日講起居注官，改翰林院侍讀。
二十一年（1682年）擢翰林院侍講學士。
二十三年（1684年）改翰林院侍讀學士。
二十四年（1685年）以侍讀學士充經筵講官。
二十五年（1686年）擢光祿寺卿。尋改太常寺卿，遷通政使司通政。
二十六年（1687年）由通政遷都察院左副都御史。
二十八年（1689年）遷戶部右侍郎。
三十年（1691年）改戶部左侍郎。以奉差任事不盡心，左授郎中。
三十三年（1694年），復擢左副都御史。
三十五年（1696年），隨康熙帝親征噶爾丹，再隨將軍阿密達追擊，任參贊。班師後授盛京禮部侍郎。
三十六年（1697年），充日講起居注官，遷翰林院掌院學士。充《平定朔漠方略》副總裁官，教習庶吉士。
三十九年（1700年），授兩江總督，加兵部右侍郎、都察院右副都御史銜。
四十五年（1706年），回京授刑部尚書，充經筵講官。
四十六年（1707年），康熙帝南巡。阿山任兩江總督期間與桑額、張鵬翮倡議自泗州開挖新河、築堤，引淮水至黃家堰入張福口，會合出清口，稱為「溜淮套」；康熙帝親自視察溜淮套，發現異狀，諭曰：「阿山等奏溜淮套別開一河，分洩淮水，繪圖進呈。朕策騎自清口至曹家廟，見地勢甚高，雖成河，不能直達清口，與所進圖不同。且所立標竿多在民冢上，朕何忍發此無限枯骨耶？」下九卿議處，阿山及桑額、張鵬翮都應革職；康熙帝以阿山主導計劃，命令只處罰阿山，於是阿山遭到革職。
五十一年（1712年），江蘇布政使宜思恭以虧空公帑被譴責，因而列名控訴總督噶禮等人頻繁索賄，阿山也受餽贈，下部議處，康熙帝以阿山 老，寬免之。
五十二年（1713年），萬壽，官復原品。
五十三年（1714年）卒。